# 청주 현풍곽씨 효자비 및 묘소
청주 현풍곽씨 효자비 및 묘소(淸州 玄風郭氏 孝子碑 및 墓所)는 충청북도 청주시에 있는 조선시대의 효자비 및 묘소이다. 2007년 3월 9일 충청북도의 기념물 제139호로 지정되었다.

## 개요
탑동의 지명 유래가 된 탑동 5층석탑 주변에 위치한 현풍곽씨 효자비는 조선 후기 4대 5인(곽여찬, 곽진은부부, 곽원호·상조)의 효열을 기리기 위해 건립된 것이다.
곽여찬, 곽진은, 곽원호의 묘소는 인근 산 49-1번지로 탑동 5층석탑과 효자각으로부터 약 50m 거리에 있다.
가선대부 동지중추부사 곽여찬은 효행 사실로 1817년(순조 17)에 효자로 명정되었다. 정려는 정ㆍ측면 한칸의 크기로 효자비와 함께 안쪽 중앙에 현판을 달았다.
효자비는 정방형 대좌 위에 높이 93cm, 폭 41cm, 두께 17cm의 비갈형 비신이다.
정려 내부에는 1828년 청주목사 이덕수가 쓴 가선곽군여찬정효실기가 있다.
증가선대부 공조참판 겸오위도총부부총관 곽진은은 1828년(순조 28)에 효자로 명정되었다.
증가선대부 공조참판 겸오위도총부부총관 곽진은의 처 인천이씨는 1850년(철종 1)에 효부로 명정되었다.
곽진은의 효자비는 비신의 높이 103cm, 폭 41cm, 두께 20cm의 비갈형이다.
인천이씨 효부비는 높이 105cm, 폭 44.5cm, 두께 22cm로 오석의 비신이다.
정려 안쪽에는 1828년(무자) 능주목사 이덕수가 쓴 가선곽군진은정려기와 1850년(철종 1) 청주목사 송종수가 쓴 이씨정효기, 1885년(고종 22) 관찰사 심상훈이 쓴 청주곽효자정려신건기가 있다.
증가선대부 공조참판 겸오위도총부부총관 곽원호는 1854년(철종 5)에 효자로 명정되었다.
효자비는 높이 118cm, 폭 42cm, 두께 26cm의 비갈형이며 비신과 대석이 1매석으로 되어 있다.
정려 안쪽에는 1857년(철종 8) 송종수가 쓴 가선곽군원호정효기와 곽원호가 쓴 추모재서와 정문수호유서 현판이 걸려 있다.
정려각 내에는 곽상조의 정려문은 있으나 효자비는 없고 상조 원호의 아들이 아니라 조카이다. 증가선대부 한성부좌윤 겸오위도총부부총관 곽상조는 1884년(고종 21)에 효자로 명정되었다.
현풍곽씨 묘소는 위로부터 곽여찬-곽진은-곽원호의 묘소 3기로 망주석과 상석 외에는 다른 석물은 없다.
곽여찬의 묘소, 상석 앞면에는 효자가선현풍곽공휘여찬지묘 배정부인나주정씨부좌라 하였고, 옆면 죄측에 자 진은진서진규 손 원호라 하였고, 우측에는 효자라 각자하였다.
아래쪽 곽진은의 묘소, 상석 앞면에 효자증참판곽진은묘 효부배정부인이씨부우라 하고, 옆면 죄측에 자 원호인호형호정호 손상기상후, 우측에 상보상조상일상도상의 증손유상문엽대엽이라 하였다.
제일 아래 곽원호의 묘소, 상석 앞면에는 효자증참판곽원호지묘 배 정부인밀양박씨부우라 하고, 옆면에 자 상기상일 손 문엽이라 하였다.
현풍곽씨 효자･효부비는 4기로 곽여찬 효자비, 곽원호 효자비, 곽은진 효자비, 인천이씨 효부비이다. 이 비들은 대체로 보존 상태가 양호한 편이다.
정려문은 4점으로 곽여찬 정려문, 관원호 정려문, 곽은진 정려문, 인천이씨 정려문이 있다.
현판은 7판으로 곽여찬 효실기, 곽은진 정려기, 이씨 정효기, 청주곽자 정려 신건기, 곽원호 정효기, 추모제서, 정문수호 유서가 있다.
4대에 걸친 현풍곽씨 문중의 효열을 기리기 위해 건립된 정려로 효자 관련 유물(효자각, 효자비, 정려, 현판) 및 묘소 등이 비교적 온전한 상태로 한 곳에 보존되고 있다는 것은 매우 희귀할 뿐만 아니라 중요한 사료적 가치가 있다고 판단되며 조선후기 청주지역 이서층의 동향과 신분 변동을 살펴볼 수 있는 귀중한 연구자료로 평가된다.

## 같이 보기
- 청주 탑동 오층석탑 - 충청북도 유형문화재 제25호

## 참고 자료
- 청주 현풍곽씨 효자비 및 묘소 - 국가유산청 국가유산포털